# Robert Soulat
Pour les articles homonymes, voir Soulat.
Robert Soulat, né le 29 décembre 1923 à Paris où il est mort le 14 octobre 1994, est un écrivain, éditeur et traducteur français.

## Biographie
Il travaille comme agent commercial à Air France avant d’entrer en 1961 à la Série noire. À la mort de Marcel Duhamel en 1977, il devient le directeur de la collection.
Il utilise le pseudonyme de Robert Falstaff pour traduire trois romans publiés dans la collection. Il quitte la Série noire en 1991 remplacé par Patrick Raynal.
Sa carrière d'écrivain débute en 1954 avec la publication de Incendies volontaires. Il est également le scénariste d’un court métrage Le Retour en 1961 et d'un téléfilm Un matin à Glisolles en 1964.
En 1988, une vingtaine d’écrivains lui rendent hommage dans le recueil de nouvelles Sous la robe erre le noir. Chaque nouvelle de Jean Amila, Joseph Bialot, Didier Cohen, Philippe Conil, Robin Cook, Didier Daeninckx, Jean-Paul Demure, Emmanuel Errer, Frédéric Fossaert, Thierry Jonquet, Éric Kristy, Gérard Lecas, Julius A. Lion, Marie et Joseph, Pierre-Alain Mesplède, Michel-Julien Naudy, Jean-Hugues Oppel, Daniel Pennac, Jean-Bernard Pouy, Marc Villard met en scène Robert Soulat. Il est publié aux éditions Le Mascaret avec une préface de François Guérif.

## Œuvre
- Incendies volontaires, Buchet/Chastel, 1954
- Un nommé Songe, Gallimard, 1968
- La Lune dans un seau d’eau, Gallimard, 1963
- Jardins-Fontanges, Gallimard, 1967
- Tais-toi et bosse, Candeau, 1978
- Odette et le mandarin, Denoël, 1984
- Oncle Zach, Le Rocher, 1990
- Mémoire pour servir à l’élévation des médiocres, L'Atalante, 1990
- Les Oiseaux de Bohème, L'Atalante, 1991
- Mais où est donc passé le Gulf-Stream ?, Le Rocher, 1991
- Le Lion vert, Gallimard, 1993